# Mistrzostwa Europy w Piłce Nożnej 1984/Finał
Finał Mistrzostw Europy w Piłce Nożnej 1984 (ostatni, 15. mecz) odbył się w środę 27 czerwca 1984 roku o godzinie 20:00 na stadionie Parc des Princes w Paryżu we Francji. Zagrały w nim reprezentacja Francji (gospodarz turnieju) z reprezentacją Hiszpanii. Spotkanie poprowadził czechosłowacki sędzia Vojtěch Christov. Mistrzem Europy, po raz pierwszy w historii, została reprezentacja Francji, która pokonała Hiszpanów 2:0 po golach Michela Platiniego i Bruna Bellone.

## Uczestnicy

### Droga do finału
| Zespół     | Pkt | M | W | R | P | Br+ | Br- | +/- |
| ---------- | --- | - | - | - | - | --- | --- | --- |
| Francja    | 6   | 3 | 3 | 0 | 0 | 9   | 2   | 7   |
| Dania      | 4   | 3 | 2 | 0 | 1 | 8   | 3   | 5   |
| Belgia     | 2   | 3 | 1 | 0 | 2 | 4   | 8   | -4  |
| Jugosławia | 0   | 3 | 0 | 0 | 3 | 2   | 10  | -8  |

| Zespół     | Pkt | M | W | R | P | Br+ | Br- | +/- |
| ---------- | --- | - | - | - | - | --- | --- | --- |
| Hiszpania  | 4   | 3 | 1 | 2 | 0 | 3   | 2   | 1   |
| Portugalia | 4   | 3 | 1 | 2 | 0 | 2   | 1   | -1  |
| RFN        | 3   | 3 | 1 | 1 | 1 | 2   | 2   | 0   |
| Rumunia    | 1   | 3 | 0 | 1 | 2 | 2   | 4   | -2  |

## Mecz
| Mecz 15 27 czerwca 1984 20:00 CEST | Francja · Platini 57' · Bellone 90' | 2:0(0:0)Raport | Hiszpania | Parc des Princes, Paryż Widzów: 47 368 Sędzia: Vojtěch Christov |
|                                    |                                     |                |           |                                                                 |

| 1              | Joël Bats              |
| 5              | Patrick Battiston      |
| 4              | Maxime Bossis          |
| 15             | Yvon Le Roux           |
| 3              | Jean-François Domergue |
| 6              | Luis Fernández         |
| 12             | Alain Giresse          |
| 14             | Jean Tigana            |
| 10             | Michel Platini (k.)    |
| 17             | Bernard Lacombe        |
| 11             | Bruno Bellone          |
| 2              | Manuel Amoros          |
| 9              | Bernard Genghini       |
| Trener:        |                        |
| Michel Hidalgo |                        |

| 1            | Luis Arconada (k.)      |
| 2            | Santiago Urquiaga       |
| 10           | Ricardo Gallego         |
| 12           | Salvador García         |
| 3            | José Antonio Camacho    |
| 8            | Víctor Muñoz            |
| 7            | Juan Antonio Señor      |
| 14           | Julio Alberto Moreno    |
| 16           | Francisco López Alfaro  |
| 9            | Santillana              |
| 11           | Francisco José Carrasco |
| 19           | Manuel Sarabia          |
| 15           | Roberto Fernández       |
| Trener:      |                         |
| Miguel Muñoz |                         |